# Anatol Astapienka
Anatol Uładzimirawicz Astapienka (biał. Анатоль Уладзіміравіч Астапенка, ros. Анатолий Владимирович Остапенко, Anatolij Władimirowicz Ostapienko; pseudonim: Anton Kułon; ur. 7 sierpnia 1947 w Mścibowie) – białoruski fizyk teoretyk, polityk, politolog, pisarz, eseista, publicysta; członek władz szeregu partii opozycyjnych, m.in. zastępca przewodniczącego Białoruskiej Socjaldemokratycznej Hramady; członek Związku Pisarzy Białoruskich; kandydat nauk fizyczno-teoretycznych (według innego źródła – nauk fizyczno-matematycznych; odpowiednik polskiego stopnia doktora), doktor nauk w dziedzinie technologii informacyjnych – politologia (odpowiednik polskiego stopnia doktora habilitowanego).

## Życiorys
Urodził się 7 sierpnia 1947 roku we wsi Mścibów, w rejonie wołkowyskim obwodu grodzieńskiego Białoruskiej SRR, ZSRR. W 1970 roku ukończył studia na Wydziale Fizyki Białoruskiego Uniwersytetu Państwowego im. Lenina, uzyskując wykształcenie fizyka teoretyka, w 1975 roku – aspiranturę w Instytucie Fizyki Akademii Nauk Białoruskiej SRR ze specjalnością „fizyka matematyczna i fizyczna”. W 1999 roku został docentem ze specjalnością „informatyka, zarządzanie i technika obliczeniowa”. Uzyskał stopień kandydata nauk fizyczno-teoretycznych (odpowiednik polskiego stopnia doktora; według innego źródła – nauk fizyczno-matematycznych) oraz doktora nauk w dziedzinie technologii informacyjnych – politologia (odpowiednik polskiego stopnia doktora habilitowanego) Międzynarodowej Akademii Technologii Informacyjnych. Temat jego dysertacji doktorskiej brzmiał: Idea narodowa w świecie współczesnym.
Na początku lat 90. był współprzewodniczącym Narodowo-Demokratycznej Partii Białorusi. Od 1994 roku pełnił funkcję przewodniczącego Partii Narodowej, a potem zastępcy przewodniczącego Białoruskiej Socjaldemokratycznej Hramady. W 2004 roku kandydował do Izby Reprezentantów Zgromadzenia Narodowego Republiki Białorusi III kadencji z jednego z okręgów wyborczych w Mińsku. Według oficjalnych wyników otrzymał 14% głosów i nie zdobył mandatu deputowanego.

## Działalność literacka
Anatol Astapienka od lat 80. XX wieku zajmuje się badaniem białoruskiej kultury, historii i religii. W 1994 roku opublikował na łamach czasopisma „Maładosć” swój pierwszy artykuł publicystyczny pt. Mif ab talerantasci biełarusau (pol. Mit o tolerancyjności Białorusinów) i od tego czasu zajmuje się działalnością literacką. Jest autorem ponad 100 artykułów o charakterze publicystycznym i naukowym. Od 2007 roku należy do Związku Pisarzy Białoruskich. Do jego prac należą:
- Chryscijanstwa i nacyjanalnaja ideja. Mińsk: 1998. (biał.). Brak numerów stron w książce;
- Pasłuchajcie nacyjanalista. Wilno: 2000. (biał.). Brak numerów stron w książce;
- Nacyjanalnaja ideja u suczasnym swiecie. Mińsk: 2004. (biał.). Brak numerów stron w książce;
- Igdie zrodilisia i uskormleny sut′ po Bozie. Petersburg: 2010. (ros.). Brak numerów stron w książce.

W 2012 roku pod pseudonimem Anton Kułon wydał książkę-esej pt. Siniaja kniha biełaruskaha ałkaholika (Mińsk, wyd. Łohwinau).

## Ciekawostki
Anatol Astapienka posiada „nagrody” o nazwie „Światowy Medal Honoru” (2003) oraz tytuł „Człowieka Roku” (2004), wydane przez American Biographical Institute, firmę zajmującą się wystawianiem za opłatą nagród i odznaczeń.